# Gontaud-de-Nogaret
Gontaud-de-Nogaret – miejscowość i gmina we Francji, w regionie Nowa Akwitania, w departamencie Lot i Garonna.
W 1990 gminę zamieszkiwało 1518 osób, a gęstość zaludnienia wynosiła 51 osób/km² (wśród 2290 gmin Akwitanii Gontaud-de-Nogaret zajmuje 278. miejsce pod względem liczby ludności, natomiast pod względem powierzchni miejsce 284).